# Sundern (Sauerland)
Sundern is een stad en gemeente in de Duitse deelstaat Noordrijn-Westfalen, gelegen in de Hochsauerlandkreis. De gemeente Sundern telt 27.554 inwoners (31 december 2020) op een oppervlakte van 193,27 km². Naburige steden zijn onder andere Arnsberg, Bestwig en Brilon.
De plaats werd gesticht in de twaalfde eeuw. Het is onzeker of Sundern in de middeleeuwen lid was van de Hanze, al is de gemeente wel toegetreden tot de Nieuwe Hanze.

## Delen van Sundern
- Allendorf
- Altenhellefeld
- Amecke
- Endorf, met Endorferhütte, Recklinghausen, Brenschede, Kloster Brunnen, Röhrenspring, Bönkhausen en Gehren
- Enkhausen
- Hachen
- Hagen/Wildewiese
- Hellefeld/Herblinghausen
- Hövel
- Langscheid
- Linnepe/Linneperhütte
- Meinkenbracht
- Stemel
- Stockum, met Dörnholthausen en Seidfeld
- Sundern
- Westenfeld

## Afbeeldingen

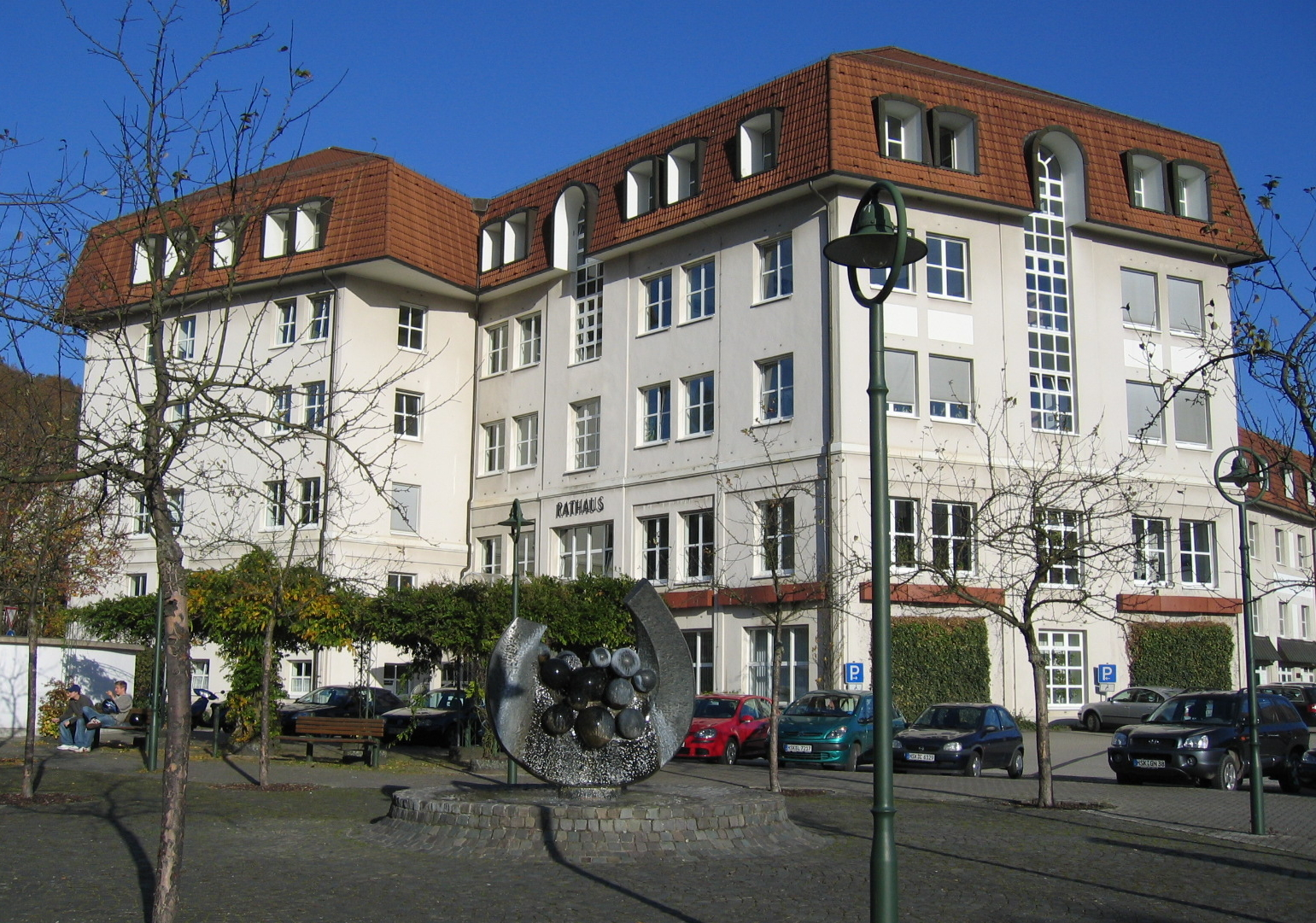
Gemeentehuis
Gezicht op Sundern vanaf de Gräfenberg
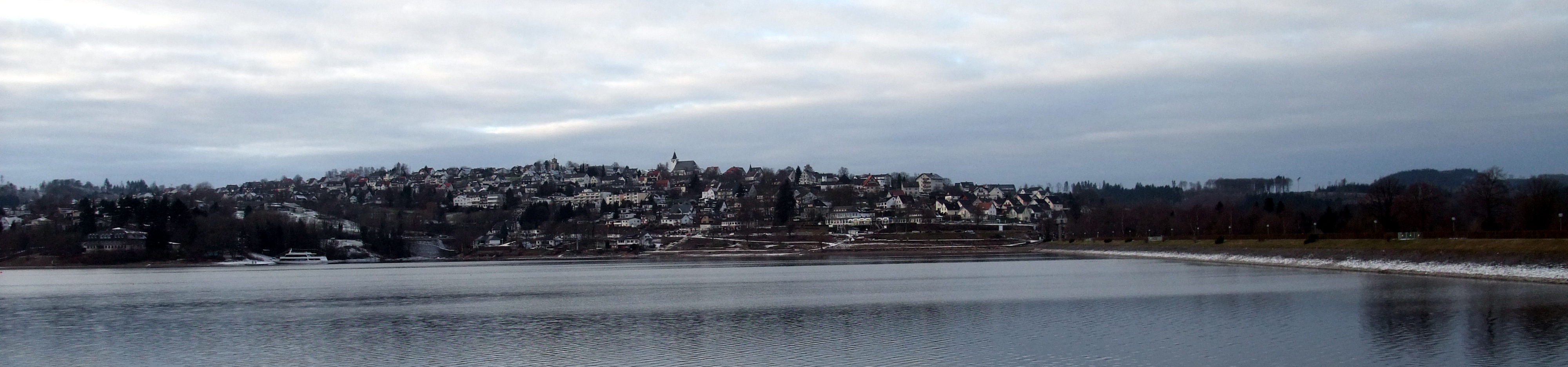
Gezicht op Langscheid en de Sorpesee

Arnsberg · Bestwig · Brilon · Eslohe · Hallenberg · Marsberg · Medebach · Meschede · Olsberg · Schmallenberg · Sundern · Winterberg